# MasterChef (China)
MasterChef (Chino: 顶级厨师; Pinyin: Dǐngjí chúshī) es un programa de televisión gastronómico de China en el cual a través de una competencia tiene como objetivo buscar al mejor chef de China. El formato está basado en un espacio de televisión británico de cocina con el mismo título y emitido por BBC desde 1990. Comenzó el 29 de julio de 2012 y es emitido por Dragon TV.
Su primera temporada se inició el 29 de julio de 2012 y finalizó el 12 de octubre de ese mismo año, dejando como ganador a Wei Han
(魏瀚) de Chengdú, Sichuan. La segunda y última temporada se inició el 30 de enero de 2013 y finalizó el 4 de abril de ese mismo año, dejando como ganador a Zhao Dan (赵丹).

## Jurado
- Cao Ke Fan «曹可凡» (2012-2013): Presentador de televisión de China, nació en 1963 en Jiangsu, Wuxi.
- Liu Yifan «劉一帆» (2012-2013): Chef de Taipéi, Taiwán, nacido en 1975.
- Jonathan Lee «李宗盛» (2012): Músico de Taiwán.
- Liang Zigeng «梁子庚» (2013): Chef de Singapur pero nacido en Hong Kong en 1971, ha trabajado en Estados Unidos, Brunéi, Singapur, Indonesia y Malasia, a los 26 años trabajo como chef ejecutivo en el hotel «Four Seasons» de Singapur. En el año 2000 se le otorgó el premio «Five Star Diamond Award» en Estados Unidos.[4]

## Formato

### Pruebas
- Prueba por equipos: Esta prueba se realiza en exteriores, ahí deben cocinar para un público específico, los que deben definir por votación al equipo ganador y por ende inmune de la eliminación.
- Prueba de eliminación: El equipo perdedor deberá cocinar la receta indicada por el jurado o elegido de acuerdo a una mecánica establecida con anterioridad.
- Prueba de presión: Los participantes deben replicar un plato a la perfección, sin errores, empleando la misma técnica utilizada por el creador del plato.
- Reto creativo: El jurado tendrá que decir qué plato va a ser elaborado por los aspirantes.

## Emisión internacional
- Hong Kong: TVB Jade (2015).